# Eric Christmas
Eric Cuthbert Christmas (Londres, 19 de marzo de 1916-Camarillo, 22 de julio de 2000) fue un actor británico de producciones teatrales y cinematográficas con más de 40 películas y numerosos papeles de televisión en su haber. Llegó a ser muy conocido por su papel de Mr. Carter, el director de Angel Beach High School, en la exitosa comedia de 1982, Porky's, la secuela de 1983, Porky's 2: al día siguiente y la secuela de 1985, Porky's contraataca; así como también por su papel esporádico como el reverendo Diddymoe en la sitcom de NBC, Amén.

## Vida  y carrera
Christmas nació en Londres, Inglaterra y más tarde emigró a Canadá. Su papel como sacerdote en la película de 1971 Harold and Maude incluye un monólogo memorable en el que un Harold fuera de cámara,  discute el aumento de náuseas y angustia al pensar en tener una relación sexual con una mujer mayor hace que él quiera vomitar. Sus otros papeles en el cine incluyen The Philadelphia Experiment (1984), Bugsy (1991), 
Almost Dead (1994), The Naked Gun 33⅓: The Final Insult (1994), Air Bud (1997) y la última película en la que actuó, MouseHunt (1997).
Christmas también hizo apariciones especiales en series de televisión, como Adventures in Rainbow Country, Rumbo al Sur, ER, Night Court, Wiseguy (como Harry "The Hunchback" Shanstra), Seinfeld (como Jeffery Harharwood en "The Gum", episodio emitido el 14 de diciembre de 1995), Cheers, Home Improvement (como Sir Larry the Magician),  Entrenador (como Brian Currie), The Golden Palace, The X-Files, Booker, Matlock, Walker, Texas Ranger,  Roseanne, L. A. Law (como Buzz Carr), Major Dad y Ally McBeal.
De 1995 a 1996 interpretó al padre Francis en la serie Days of Our Lives, un papel clave en la posesión infame de Marlena Evans. Llegó a San Diego para enseñar y vivificar La Jolla Playhouse, para la que dirigió El hombre que vino a cenar, en el espacio temporal en La Jolla High School .
Durante los años 1970 y los años 1980, Christmas fue profesor de arte dramático en la Universidad de California y realizó presentaciones teatrales en escuelas secundarias locales como La Jolla Country Day School.

## Muerte
Murió el 22 de julio de 2000 a la edad de 84 años por causas naturales.